# Delme
Delme er en 46 km lang flod i Niedersachsen sydvest for Bremen.

## Geografi
Floden har sit udspring ved Twistringen, og løber videre via Harpstedt og gennem byen Delmenhorst. Ved udkanten af Bremen munder Delme ud i Ochtum, et tilløb til Weser fra venstre. I sit løb har Delme en højdeforskel på 50 m.
Navnet Delme går formentlig tilbage til det indogermanske begreb "tel" eller "stel" med betydningen noget man lader flyde ("etwas fließen lassen").

## Højvandsbeskyttelse
For at beskytte byen Delmenhorst mod oversvømmelser fra Delme, som senest i oktober 1998, er der ved Schlutter i kommunen Ganderkesee, på et areal på 125 hektar bygget et oversvømmelsesbasin, der kan rumme 1,8 millioner kubikmeter vand. Det omkring 20 millioner Euro dyre projekt, som blev påbegyndt 2004 blev færdigbygget i 2014. 
- Vandmølle i Harpstedt ved Delme
- Delme ved Ozeanbrücke
- Delme Rückhaltebecken im April 2013